# Giải bóng đá Vô địch U-21 Quốc gia 2017
Giải bóng đá Vô địch U-21 Quốc gia 2017, tên gọi chính thức là Giải bóng đá Vô địch U-21 Quốc gia Báo Thanh Niên – Cúp Clear Men 2017 vì lý do tài trợ, là mùa giải thứ 21 của Giải bóng đá Vô địch U-21 Quốc gia do Liên đoàn bóng đá Việt Nam (VFF) phối hợp với báo Thanh Niên tổ chức. Đây là năm thứ ba liên tiêp nhãn hàng Clear Men là nhà tài trợ chính cho giải đấu. Mùa giải lần này diễn ra theo hai giai đoạn, với giai đoạn vòng loại từ ngày 8 tháng 8 đến ngày 18 tháng 8 năm 2017. Vòng chung kết của giải, gồm 8 đội bóng, được tổ chức tại Bình Dương từ ngày 28 tháng 11 đến ngày 8 tháng 12 năm 2017.

## Vòng loại
Vòng loại diễn ra từ ngày 8 đến ngày 18 tháng 8 năm 2017 với bốn bảng đấu chia theo khu vực địa lý. Các đội bóng ở mỗi bảng thi đấu vòng tròn một lượt tính điểm, chọn 4 đội nhất bảng và 3 đội nhì bảng có thành tích tốt nhất tham dự vòng chung kết.

### Các đội vượt qua vòng loại
| Câu lạc bộ         | Tư cách vượt qua vòng loại      | Tham dự vòng chung kết | Thành tích tốt nhất                    |
| ------------------ | ------------------------------- | ---------------------- | -------------------------------------- |
| Becamex Bình Dương | Chủ nhà                         | 6 lần                  | Á quân (2009, 2011)                    |
| Sông Lam Nghệ An   | Nhất bảng A                     | 13 lần                 | Vô địch (2000, 2001, 2002, 2012, 2014) |
| Thừa Thiên Huế     | Nhất bảng B                     | 5 lần                  | Vòng bảng (2001, 2006, 2008, 2015)     |
| PVF                | Nhất bảng C                     | 2 lần                  | Vòng bảng (2016)                       |
| Đồng Tháp          | Nhất bảng D                     | 11 lần                 | Á quân (1998)                          |
| Hoàng Anh Gia Lai  | Nhì bảng C/Nhì bảng tốt nhất    | 10 lần                 | Á quân (2006)                          |
| An Giang           | Nhì bảng D/Nhì bảng tốt thứ hai | 9 lần                  | Á quân (2015)                          |
| Viettel            | Nhì bảng A/Nhì bảng tốt thứ ba  | 7 lần                  | Vô địch (1997, 1998, 1999)             |

1. ↑  Kế thừa thành tích của Thể Công.

## Đội hình
Các cầu thủ từ 16 đến 21 tuổi (sinh từ ngày 1 tháng 1 năm 1996 đến ngày 31 tháng 12 năm 2001) có đủ điều kiện để tham dự giải đấu. Mỗi đội bóng phải đăng ký một danh sách gồm tối đa 25 cầu thủ, trong đó có tối thiểu 2 thủ môn (Quy định mục 4.2 và 5.2).

## Vòng bảng
Hai đội bóng đứng đầu mỗi bảng lọt vào vòng bán kết. 
Các tiêu chí xếp hạng
Các đội được xếp hạng theo điểm (3 điểm cho 1 trận thắng, 1 điểm cho 1 trận hòa và 0 điểm cho 1 trận thua), và nếu bằng điểm, các tiêu chí sau đây sẽ được áp dụng theo thứ tự, để xác định thứ hạng:
1. Điểm trong các trận đối đầu trực tiếp giữa các đội bằng điểm;
2. Hiệu số bàn thắng thua trong các trận đối đầu trực tiếp giữa các đội bằng điểm;
3. Số bàn thắng ghi được trong các trận đối đầu trực tiếp giữa các đội bằng điểm;
4. Nếu có nhiều hơn hai đội bằng điểm, và sau khi áp dụng tất cả các tiêu chí đối đầu ở trên, một nhóm nhỏ các đội vẫn còn bằng điểm nhau, tất cả các tiêu chí đối đầu ở trên được áp dụng lại cho riêng nhóm này;
5. Hiệu số bàn thắng thua trong tất cả các trận đấu bảng;
6. Số bàn thắng ghi được trong tất cả các trận đấu bảng;
7. Sút luân lưu nếu chỉ có hai đội bằng nhau và còn thi đấu trên sân;
8. Bốc thăm.

### Bảng A
| STT | Đội bóng           | Tr | T | H | B | Bt | Bb | Hs | Điểm | Kết quả          |
| --- | ------------------ | -- | - | - | - | -- | -- | -- | ---- | ---------------- |
| 1   | Sông Lam Nghệ An   | 3  | 2 | 1 | 0 | 6  | 4  | +2 | 7    | Vào vòng bán kết |
| 2   | Becamex Bình Dương | 3  | 2 | 0 | 1 | 6  | 5  | +1 | 6    | Vào vòng bán kết |
| 3   | PVF                | 3  | 1 | 0 | 2 | 4  | 5  | -1 | 3    |                  |
| 4   | An Giang           | 3  | 0 | 1 | 2 | 1  | 3  | -2 | 1    |                  |

| An Giang                                              | 1–1      | Sông Lam Nghệ An |
| ----------------------------------------------------- | -------- | --- |
| Lương Thanh Sang (20) 49' · Đoàn Thanh Nhã (25) 45+1' | Chi tiết | Đồng Văn Đoàn (23) 45+2' · Đồng Văn Đoàn (23) 14' · Mai Sỹ Hoàng (17) 40' · Chu Văn Kiên (2) 48' · Nguyễn Văn Đức (11) 60' · Bùi Văn Đức (3) 88' · Nguyễn Văn Ngọc (27) 90+3' |

| Becamex Bình Dương | 3–2      | PVF |
| --- | -------- | --- |
| Nguyễn Tiến Linh 17', 72' · Nguyễn Trọng Huy 63' · Vũ Viết Triều (5) 16' · Nguyễn Hùng Thiện Đức (15) 29' · Hồ Tấn Tài (4) 90+5' | Chi tiết | Nguyễn Thành Lộc 30' · Hà Đức Chinh 82' · Nguyễn Hồng Sơn (18) 12' · Nguyễn Thành Lộc (2) 72' · Mạc Đức Việt Anh (3) 89' |

| Sông Lam Nghệ An | 2–1      | PVF                                                                      |
| --- | -------- | ------------------------------------------------------------------------ |
| Phạm Đức Thông (9) 17' · Lại Đức Anh (16) 90+5' · Bùi Văn Đức (3) 3' · Trần Đức Bảo (22) 15' · Phạm Đức Thông (9) 74' · Thái Bá Sang (4) 90+5' | Chi tiết | Hồ Minh Dĩ (11) 5' · Mạc Đức Việt Anh (3) 11' · Liễu Quang Vinh (19) 55' |

| An Giang                                        | 0–1      | Becamex Bình Dương                                                                |
| ----------------------------------------------- | -------- | --------------------------------------------------------------------------------- |
| Trần Trọng Hiếu (23) 70' · Trần Gia Nam (2) 88' | Chi tiết | Nguyễn Trọng Huy (6) 89' · Nguyễn Đình Trung Nhân (14) 81' · Hồ Tấn Tài (4) 90+3' |

| PVF                                                                                            | 1–0      | An Giang |
| ---------------------------------------------------------------------------------------------- | -------- | -------- |
| Hồ Minh Dĩ (11) 42' · Lê Ngọc Bảo (6) 50' · Nguyễn Thành Lộc (2) 69' · Phan Văn Biểu (1) 90+2' | Chi tiết |          |

| Becamex Bình Dương                                                            | 2–3      | Sông Lam Nghệ An                                                                                     |
| ----------------------------------------------------------------------------- | -------- | --- |
| Cao Minh Tạo (11) 41', 55' · Trương Dũ Đạt (3) 59' · Phan Minh Thành (25) 76' | Chi tiết | Phạm Xuân Mạnh (7) 6' · Phan Văn Đức (20) 78', 89' · Phạm Xuân Mạnh (7) 43' · Bùi Đình Châu (18) 57' |

### Bảng B
| STT | Đội bóng          | Tr | T | H | B | Bt | Bb | Hs | Điểm | Kết quả          |
| --- | ----------------- | -- | - | - | - | -- | -- | -- | ---- | ---------------- |
| 1   | Hoàng Anh Gia Lai | 3  | 2 | 1 | 0 | 5  | 1  | +4 | 7    | Vào vòng bán kết |
| 2   | Viettel           | 3  | 1 | 2 | 0 | 4  | 1  | +3 | 5    | Vào vòng bán kết |
| 3   | Đồng Tháp         | 3  | 1 | 1 | 1 | 5  | 5  | 0  | 4    |                  |
| 4   | Thừa Thiên Huế    | 3  | 0 | 0 | 3 | 3  | 10 | -7 | 0    |                  |

| Đồng Tháp                                   | 0–2      | Hoàng Anh Gia Lai                                                                   |
| ------------------------------------------- | -------- | ----------------------------------------------------------------------------------- |
| Đặng Văn Danh (9) 41' · Lê Nhật Huy (4) 73' | Chi tiết | Trương Huỳnh Anh Khoa (18) 19' · Hoàng Thanh Tùng (8) 71' · Phan Thanh Hậu (12) 11' |

| Viettel                                                                  | 3–0      | Thừa Thiên Huế           |
| ------------------------------------------------------------------------ | -------- | ------------------------ |
| Trần Ngọc Sơn (9) 19', 40' · Lưu Công Sơn (19) 63' · Lê Đắc Hùng (2) 63' | Chi tiết | Nguyễn Đình Bảo (23) 10' |

| Hoàng Anh Gia Lai                                                                                | 3–1      | Thừa Thiên Huế      |
| ------------------------------------------------------------------------------------------------ | -------- | ------------------- |
| Lê Văn Sơn 38', 46' · Nguyễn Văn Anh (9) 87' · Hoàng Thanh Tùng (8) 69' · Nguyễn Văn Anh (9) 89' | Chi tiết | Nguyễn Văn Hiếu 40' |

| Đồng Tháp                                                                                          | 1–1      | Viettel                                                                     |
| -------------------------------------------------------------------------------------------------- | -------- | --------------------------------------------------------------------------- |
| Nguyễn Công Thành (20) 85' · Lê Nhựt Huy (4) 28' · Lê Vũ Quốc Nhật (37) 56' · Cao Tấn Hoài (7) 76' | Chi tiết | Nguyễn Đức Chiến (21) 90+5' · Nguyễn Vũ Linh (16) 68' · Lê Đắc Hùng (2) 80' |

| Thừa Thiên Huế | 2–4      | Đồng Tháp                                                                            |
| --- | -------- | ------------------------------------------------------------------------------------ |
| Nguyễn Hoàng Duy (6) 50' · Trần Anh Thi (39) 64' · Phạm Đức Anh (28) 45' · Bùi Xuân Lộc (18) 54' · Phạm Hồng Sơn (29) 90+3' · Nguyễn Văn Hiếu (21) 55' 69' | Chi tiết | Lê Vũ Quốc Nhật (37) 45+1', 90+3' · Nguyễn Duy Khánh (36) 48' · Cao Tấn Hoài (7) 61' |

| Viettel                                           | 0–0      | Hoàng Anh Gia Lai |
| ------------------------------------------------- | -------- | ----------------- |
| Đàm Tiến Dũng (12) 31' · Nguyễn Văn Toán (15) 53' | Chi tiết |                   |

## Vòng đấu loại trực tiếp
Trong vòng đấu loại trực tiếp, loạt sút luân lưu sẽ được sử dụng để quyết định đội thắng nếu hòa sau 90 phút chính thức (không có hiệp phụ).

### Bán kết
| Sông Lam Nghệ An                                                               | 1–1      | Viettel                                                                                 |
| ------------------------------------------------------------------------------ | -------- | --------------------------------------------------------------------------------------- |
| Phan Văn Đức (20) 35'                                                          | Chi tiết | Nguyễn Hoàng Đức (28) 6' · Nguyễn Đức Chiến (21) 63'                                    |
| Loạt sút luân lưu                                                              |          |                                                                                         |
| Phan Văn Đức · Nguyễn Văn Việt · Phạm Xuân Mạnh · Đồng Văn Đoàn · Lê Quang Đạt | 4–5      | Nguyễn Trọng Đại · Nguyễn Văn Toản · Đàm Tiến Dũng · Trương Tiến Anh · Nguyễn Đức Chiến |

| Hoàng Anh Gia Lai | 1–0      | Becamex Bình Dương              |
| --- | -------- | ------------------------------- |
| Đinh Thanh Bình (10) 74' · Triệu Việt Hưng (7) 39' · A Sân (3) 44' · Đinh Thanh Bình (10) 51' · Nguyễn Hữu Anh Tài (4) 88' | Chi tiết | Nguyễn Đoàn Trung Nhân (14) 54' |

### Chung kết
| Viettel             | 0–3      | Hoàng Anh Gia Lai |
| ------------------- | -------- | --- |
| Lê Đắc Hùng (2) 87' | Chi tiết | Hoàng Thanh Tùng (8) 23' · Nguyễn Văn Anh (9) 80' · Lê Văn Sơn (2) 88' · Nguyễn Van Hạnh (5) 55' · Lê Văn Sơn (2) 82' |

## Thống kê

### Vô địch
| Vô địch Giải bóng đá Vô địch U-21 Quốc gia 2017 |
| ----------------------------------------------- |
| Hoàng Anh Gia Lai Lần thứ 1                     |

### Các giải thưởng
Các giải thưởng dưới đây đã được trao sau khi giải đấu kết thúc:
| Vua phá lưới                    | Cầu thủ xuất sắc nhất          | Thủ môn xuất sắc nhất        | Giải phong cách    |
| ------------------------------- | ------------------------------ | ---------------------------- | ------------------ |
| Phan Văn Đức (Sông Lam Nghệ An) | Lê Văn Sơn (Hoàng Anh Gia Lai) | Gmah Sươ (Hoàng Anh Gia Lai) | Becamex Bình Dương |
| Lê Văn Sơn (Hoàng Anh Gia Lai)  | Lê Văn Sơn (Hoàng Anh Gia Lai) | Gmah Sươ (Hoàng Anh Gia Lai) | Becamex Bình Dương |

### Cầu thủ ghi bàn
Đã có 40 bàn thắng ghi được trong 15 trận đấu, trung bình 2.67 bàn thắng mỗi trận đấu.
3 bàn thắng
- Phan Văn Đức (Sông Lam Nghệ An)
- Lê Văn Sơn (Hoàng Anh Gia Lai)

2 bàn thắng
- Nguyễn Tiến Linh (Becamex Bình Dương)
- Nguyễn Trọng Huy (Becamex Bình Dương)
- Cao Minh Tạo (Becamex Bình Dương)
- Hồ Minh Dĩ (PVF)
- Hoàng Thanh Tùng (Hoàng Anh Gia Lai)
- Nguyễn Văn Anh (Hoàng Anh Gia Lai)
- Trần Ngọc Sơn (Viettel)
- Lê Vũ Quốc Nhật (Đồng Tháp)

1 bàn thắng
- Lương Thanh Sang (An Giang)
- Đồng Văn Đoàn (Sông Lam Nghệ An)
- Phạm Đức Thông (Sông Lam Nghệ An)
- Lại Đức Anh (Sông Lam Nghệ An)
- Phạm Xuân Mạnh (Sông Lam Nghệ An)
- Nguyễn Thành Lộc (PVF)
- Hà Đức Chinh (PVF)
- Nguyễn Công Thành (Đồng Tháp)
- Nguyễn Duy Khánh (Đồng Tháp)
- Cao Tấn Hoài (Đồng Tháp)
- Nguyễn Văn Hiếu (Thừa Thiên Huế)
- Nguyễn Hoàng Duy (Thừa Thiên Huế)
- Trần Anh Thi (Thừa Thiên Huế)
- Trương Huỳnh Anh Khoa (Hoàng Anh Gia Lai)
- Đinh Thanh Bình (Hoàng Anh Gia Lai)
- Lưu Công Sơn (Viettel)
- Nguyễn Đức Chiến (Viettel)
- Nguyễn Hoàng Đức (Viettel)